# Václav Pilař
Václav Pilař (Chlumec nad Cidlinou, 13 oktober 1988) is een Tsjechisch betaald voetballer die bij voorkeur als linksbuiten speelt. Hij verruilde in juli 2015 VfL Wolfsburg voor FC Viktoria Pilsen, dat hem in het voorgaande seizoen al huurde.

## Clubcarrière
Pilař debuteerde in 2006 in het profvoetbal bij FC Hradec Králové. Hiermee speelde hij twee jaar in de FNLiga, waarbij hij in het laatste als kampioen naar de Gambrinus liga promoveerde met zijn ploeggenoten. Hierin werd hij het volgende seizoen achtste met de club. Hradec Králové verhuurde Pilař gedurende het seizoen 2011-2012 vervolgens aan FC Viktoria Pilsen, op dat moment de regerend landskampioen. Hiermee speelde hij twaalf wedstrijden in de Champions League eindigde hij het seizoen als derde op de ranglijst.
VfL Wolfsburg haalde Pilař in 2012 naar Duitsland, maar hier speelde hij nooit in het eerste elftal. Na een jaar zonder één minuut in de hoofdmacht, verhuurde Wolfsburg Pilař gedurende het seizoen 2013/14 aan SC Freiburg en gedurende 2014/15 terug aan Pilsen. Hiermee werd hij deze keer Tsjechisch landskampioen. Zelf kwam hij daarbij in 28 van de 30 competitiewedstrijden in actie. Pilař keerde in juli 2015 vervolgens definitief terug naar Pilsen.

## Interlandcarrière
Op 4 juni 2011 maakt Pilař zijn debuut als international tegen Peru. Sindsdien speelde hij zestien wedstrijden voor Tsjechië, waarin hij viermaal trefzeker was. Hij maakte deel uit van de selectie voor het EK 2012, waar hij alle wedstrijden in de basis stond en twee doelpunten maakte. Op 9 september 2014 begon Tsjechië aan zijn EK-kwalificatie met een 2–1 overwinning tegen Nederland. Pilař scoorde in de laatste minuut de 2–1, na een foutieve terugspeelbal van Daryl Janmaat richting doelman Jasper Cillessen. Ook in de laatste minuten van het kwalificatieduel tegen Letland (1–1) op 28 maart 2015 was hij trefzeker.

## Erelijst

### MetFC Hradec Králové
| Nationaal       |    |         |
| Kampioen FNLiga | 1x | 2009/10 |

### MetFC Viktoria Pilsen
| Nationaal              |    |         |
| Landskampioen Tsjechië | 1x | 2014/15 |

1 Čech  ·
2 Gebre Selassie ·
3 Kadlec ·
4 Suchý ·
5 Hubník ·
6 Sivok ·
7 Necid ·
8 Limberský ·
9 Rezek ·
10 Rosický ·
11 Petržela ·
12 Rajtoral ·
13 Plašil ·
14 Pilař ·
15 Baroš ·
16 Laštůvka ·
17 Hübschman ·
18 Kolář ·
19 Jiráček ·
20 Pekhart ·
21 Lafata ·
22 Darida ·
23 Drobný ·
Coach: Bílek